# Wout Buitenweg
Wout Buitenweg (Utrecht, 24 de desembre de 1893 - 10 de novembre de 1976) fou un futbolista neerlandès de la dècada de 1920.
Fou internacional per la selecció dels Països Baixos entre 1913 i 1928, participant en els Jocs Olímpics de 1928.
Pel que fa a clubs, jugà a l'UVV Utrecht i USV Hercules.